# Jung Eun-chae
Đây là một tên người Triều Tiên, họ là Jung.
Jung Eun-chae (tiếng Hàn: 정은채; Hanja: 鄭恩彩, sinh ngày 24 tháng 11 năm 1986) là một nữ diễn viên và người mẫu người Hàn Quốc. Cô bắt đầu sự nghiệp của mình với tư cách là một người mẫu, sau đó cô bắt đầu chuyển hướng sang lĩnh vực đóng phim, vai diễn đột phá nhất của cô là diễn viên chính trong bộ phim Quan hệ bí mật (2013), một bộ phim của đạo diễn Hong Sang-soo được công chiếu tại Liên hoan phim Quốc tế Berlin lần thứ 63.

## Tiểu sử
Jung Eun Chae xuất thân là một người mẫu, cô từng đi du học một thời gian dài tại Anh trước khi quay về nước để phát triển sự nghiệp. Sau đó, do ảnh hưởng của anh trai cô làm việc tại Công ty Truyền thông Chorokbaem, Jung bắt đầu quan tâm đến việc theo đuổi sự nghiệp diễn xuất. Năm 2010, Jung Eun Chae bắt đầu tham gia đóng phim.

## Sự nghiệp
Jung Eun-chae bắt đầu sự nghiệp tư cách người mẫu quảng cáo. Một chuỗi quảng cáo đáng nhớ đã mang về cho cô danh hiệu CF Model Award tại Lễ trao giải Người mẫu Châu Á lần thứ 6 năm 2011. Cô sử dụng nghệ danh thay vì tên thật "Jung Sol-mi" vì sự giống nhau với nữ diễn viên gạo cội Park Sol-mi.
Bộ phim truyền hình đầu tiên cô tham gia là My Bittersweet Life năm 2011 của kênh truyền hình KBS1.  Ba năm sau, cô được tham gia đóng vai chính trong loạt phim giật gân tâm lí Dr. Frost.  Bốn năm sau, cô trở lại màn ảnh truyền hình năm 2018, với hai bộ phim được phát hành cùng năm, Return bộ phim tội phạm pháp luật của đài SBS và The Guest, một bộ phim truyền hình có yêu tố tâm linh của đài OCN.
Năm 2020, cô được chọn làm một trong dàn diễn viên chính cho bộ phim Quân Vương Dất Diệt của đài SBS. Theo công bố và thăm dò của tờ báo Cleo Singapore cô được đánh giá và công nhận là một diễn viên xuất sắc.

## Phim

### Phim điện ảnh
| Năm  | Tiêu đề                  | Vai diễn      | Ghi chú                  |
| ---- | ------------------------ | ------------- | ------------------------ |
| 2010 | Haunters                 | Young-sook    |                          |
| 2011 | Play                     | Eun-chae      | [ 11 ]                   |
| 2012 | Spring, Snow             | Ji-yoon       |                          |
| 2012 | Horror Stories           | Gong-ji       | segment: "Secret Recipe" |
| 2013 | Behind the Camera        |               |                          |
| 2013 | Nobody's Daughter Haewon | Hae-won       |                          |
| 2014 | The Fatal Encounter      | Kang Wol-hye  |                          |
| 2014 | Hill of Freedom          | Nam-hee       | [ 13 ]                   |
| 2017 | The Table                | Kyung-jin     | [ 14 ]                   |
| 2017 | The King                 | Park Shi-yeon |                          |
| 2018 | The Great Battle         | Shi-mi        |                          |
| 2018 | Ode to the Goose         | Cafe owner    | Khánh mời                |

### Phim truyền hình
| Năm  | Tiêu đề                                | Vai diễn       | Kênh | Ghi chú |
| ---- | -------------------------------------- | -------------- | ---- | ------- |
| 2011 | Drama Special "Crossing Yeongdo Bride" | Baek Seol      | KBS2 | [ 16 ]  |
| 2011 | Ngọt ngào và cay đắng                  | Go Eun-nim     | KBS1 |         |
| 2013 | Drama Special "Na-ra's Rain"           | Moon Na-ra     | KBS2 | [ 17 ]  |
| 2014 | Dr. Frost                              | Yoon Sung-ah   | OCN  |         |
| 2018 | Return                                 | Geum Na-ra     | SBS  |         |
| 2018 | The Guest                              | Kang Gil-yeong | OCN  |         |
| 2020 | Quân vương bất diệt                    | Goo Seo-ryung  | SBS  | [ 18 ]  |

### Music video
| Năm  | Tiêu đề                   | Nghệ sĩ             |
| ---- | ------------------------- | ------------------- |
| 2011 | "Heartsore Story"         | Wheesung            |
| 2012 | "Memory of the Wind"      | Naul                |
| 2013 | "Just Smile Like That"    | Kwon Sun-kwan       |
| 2013 | "Sweet Love Virus"        | Wonhyoro 1-Ga 13-25 |
| 2018 | "Looking Back on My Life" | Lee Moon-sae        |

## Đĩa đơn
| Album                                                                            | Danh sách |
| -------------------------------------------------------------------------------- | --- |
| Jung Eun-chae - EP - Phát hành: 16 tháng 4 năm 2013 - Hãng đĩa: Mirrorball Music | Track listing 1. 이방인 2. 잘 지내나요 3. 달 4. 소년,소녀 (Boy & Girl) - feat. Thomas Cook 5. 여름바다 (Summer Sea) |

## Chương trình Radio
| Ngày phát sóng                          | Tiêu đề              | Kênh     | Ghi chú |
| --------------------------------------- | -------------------- | -------- | ------- |
| 9 tháng 4 năm 2018 ~ 3 tháng 6 năm 2018 | Film and Music Lover | MBC FM4U | DJ      |

## Giải thưởng và đề cử
| Năm  | Giải thưởng                                    | Hạng mục                                                | Đề cử                    | Kết quả   | Ghi chú. |
| ---- | ---------------------------------------------- | ------------------------------------------------------- | ------------------------ | --------- | -------- |
| 2011 | Asia Model Festival Awards (6th)               | CF Model Award                                          | —                        | Đoạt giải | [ 3 ]    |
| 2011 | KBS Drama Awards (25th)                        | Nữ diễn viên mới xuất sắc nhất                          | My Bittersweet Life      | Đề cử     |          |
| 2013 | Liên hoan phim quốc tế Jeonju (14th)           | Giải thưởng Ngôi sao đang lên Moët                      | Nobody's Daughter Haewon | Đoạt giải | [ 20 ]   |
| 2013 | Giải thưởng nghệ thuật Baeksang (49th)         | Nữ diễn viên mới xuất sắc nhất (Film)                   | Nobody's Daughter Haewon | Đề cử     |          |
| 2013 | Cine 21 Awards                                 | Female Actress of the Year                              | Nobody's Daughter Haewon | Đoạt giải | [ 21 ]   |
| 2013 | 22nd Buil Film Awards                          | Nữ diễn viên xuất sắc nhất                              | Nobody's Daughter Haewon | Đề cử     |          |
| 2013 | 22nd Buil Film Awards                          | Nữ diễn viên mới xuất sắc nhất                          | Nobody's Daughter Haewon | Đoạt giải | [ 22 ]   |
| 2013 | Busan Film Critics Awards (14th)               | Nữ diễn viên mới xuất sắc nhất                          | Nobody's Daughter Haewon | Đoạt giải | [ 23 ]   |
| 2013 | 33rd Korean Association of Film Critics Awards | Nữ diễn viên mới xuất sắc nhất                          | Nobody's Daughter Haewon | Đoạt giải | [ 24 ]   |
| 2013 | Giải thưởng Điện ảnh Rồng Xanh (34th)          | Nữ diễn viên mới xuất sắc nhất                          | Nobody's Daughter Haewon | Đề cử     |          |
| 2014 | 5th KOFRA Film Awards                          | Nữ diễn viên mới xuất sắc nhất                          | Nobody's Daughter Haewon | Đoạt giải | [ 25 ]   |
| 2014 | Wildflower Film Awards (1st)                   | Nữ diễn viên xuất sắc nhất                              | Nobody's Daughter Haewon | Đoạt giải | [ 26 ]   |
| 2014 | Wildflower Film Awards (1st)                   | Nam/Nữ diễn viên mới xuất sắc nhất                      | Nobody's Daughter Haewon | Đề cử     |          |
| 2018 | SBS Drama Awards (32nd)                        | Excellence Award, Actress in a Wednesday-Thursday Drama | Return                   | Đề cử     |          |